# Hermann Bräuning-Oktavio
Hermann Friedrich Wilhelm Bräuning-Oktavio (bis 1909 Bräuning, Pseudonym Fritz Oktavio; * 3. Januar 1888 in Niederrad; † 14. November 1977 in Freiburg im Breisgau) war ein deutscher Literaturhistoriker, Kritiker, Übersetzer und Verleger. Er publizierte seit seiner Studienzeit eine Vielzahl wissenschaftlicher Arbeiten; Schwerpunkte seiner Veröffentlichungen waren die Goethe-Merck-Forschung, Silhouetten, Geschichte des Buchdrucks, Zeitungen des 17. Jahrhunderts, England, das Theater und hessische Familien- und Ortsgeschichte.

## Leben
Bräuning, Sohn des Eisenbahn-Obersekretärs Hermann Bräuning und der Elisabeth (geb. Heil), besuchte von 1894 bis 1897 die Mittelschule und von 1897 bis zum Abitur 1906 das Neue Gymnasium in Darmstadt. Danach studierte er zunächst Mathematik, Deutsche Literatur und Philosophie an der TH Darmstadt, bevor er im Wintersemester 1906/07 an die Universität Jena wechselte, wo er bis 1908 für Theologie und Philosophie eingeschrieben war. Aus finanziellen Gründen musste er sein Studium abbrechen und arbeitete anschließend als Hauslehrer auf dem Gut Gerau in der Lüneburger Heide. 1909 nahm er den literarischen Beinamen "Oktavio" an. 1910 nahm er ein Studium der Neueren Philologien, der Erziehungswissenschaften und der Philosophie an der Universität Gießen auf und hörte dort u. a. philologische Vorlesungen bei Dietrich Behrens, Wilhelm Diehl und Alfred Körte. 1911 promovierte er bei Otto Behaghel mit Studien zu den Frankfurter Gelehrten Anzeigen vom Jahr 1772. Im selben Jahr war er gemeinsam mit Wilhelm Diehl Begründer und bis Ende 1913 Herausgeber der in Darmstadt erschienenen Hessischen Chronik. Monatsschrift für Familien- und Ortsgeschichte in Hessen und Hessen-Nassau. Von 1912 bis 1913 arbeitete er als wissenschaftlicher Mitarbeiter beim Verlag B. G. Teubner in Leipzig; 1913/14 ebendort als Archivar bei der Zentralstelle für deutsche Personen- und Familiengeschichte und Schriftleiter der Familiengeschichtlichen Blätter. 1914 war er Mitbegründer und Mitherausgeber der (bereits nach 10 Ausgaben eingestellten) Leipziger Bühne. Halbmonatsschrift für die Städtischen Theater zu Leipzig.
1914 ging Bräuning-Oktavio studienhalber nach London (u. a. ans British Museum) und war anschließend Stipendiat am Woodbrooke College, einer Bildungseinrichtung der Quäker in Birmingham. Von Juli 1915 bis zum März 1919 war er als Kriegsgefangener auf der Isle of Man interniert. Bereits dort hatte er für andere Internierte Englischkurse abgehalten; diese Tätigkeit setzte er nach seiner Rückkehr nach Deutschland an verschiedenen Volkshochschulen fort. Von 1920 bis 1921 war er Leiter der Volkshochschule Kassel, von 1921 bis 1923 Leiter der Volkshochschule Darmstadt. Parallel bestand er 1920/21 an der Universität Gießen das Staatsexamen für das höhere Lehramt. Von 1924 bis 1935 arbeitete er als Disponent bei der Wittichschen Hofbuchdruckerei und als Geschäftsführer des Verlages L. C. Wittich in Darmstadt. Es folgten verschiedene Forschungsaufenthalte in England und Tätigkeiten bei Verlagen und Versicherungen. Von 1938 bis 1942 war er Lehrer (und seit 1940 auch Direktor) an der Höheren Privatschule in Darmstadt. 1942 legte er das 2. Staatsexamen ab, war 1942/43 als Lehrer an der Oberschule für Jungen in Salzgitter tätig, danach in Goslar, an der Großen Unterrichtsgruppe für Luftwaffenhelfer in Watenstedt und an der Oberschule für Jungen in Seesen. Nach Kriegsende kehrte er an die Oberschule in Salzgitter zurück; 1946 wurde er von der britischen Militärregierung im Rahmen der Entnazifizierung aus dem Schuldienst entlassen und in die Belastungsgruppe III eingestuft.
Bräuning-Oktavio lebte nun in Burg-Gemünden als Privatgelehrter, nach seiner vollständigen Rehabilitation 1953 nahm er in Homberg seine Tätigkeit im Schuldienst wieder auf. Ab 1955 lebte er als Privatgelehrter in Offenbach am Main. Sein Nachlass befindet sich in der Handschriftenabteilung der Universitäts- und Landesbibliothek Darmstadt, die ihm zum 25. Todestag 2002 eine Ausstellung widmete. Einige, auch belletristische Werke aus dem Nachlass wurden postum veröffentlicht, darunter auch seine Autobiografie Einer geht seinen Weg: Erinnerungen eines bewegten Lebens.

## Werke
- Beiträge zur Geschichte und Frage nach den Mitarbeitern der Frankfurter Gelehrten Anzeigen 1772. Auch ein Kapitel zur Goethe-Philologie. Vogelsberger, Darmstadt 1912. (= Druckausgabe seiner Dissertation).
  - erweiterte Ausgabe: Herausgeber und Mitarbeiter der Frankfurter Gelehrten Anzeigen 1772. Niemeyer, Tübingen 1966.
- Ein englisches Beispiel zur Bildungsreform. Pfeil, Reuters (Oberhessen) 1919.
- Die englische Arbeiterbildung und die deutsche Volkshochschule. Beyer, Langensalza 1920.
- Der Erstdruck von Goethes Götz von Berlichingen. Eine Erinnerungsschrift 1773–1923. Wittich, Darmstadt 1923.
- Der Buchdruck in Darmstadt. Band 1: 1605–1764. Wittich, Darmstadt 1934. Band 2: Die L. C. Wittich’sche Hofbuchdruckerei 1764–1934. Wittich, Darmstadt 1936.
- Vom Zwischenkieferknochen zur Idee des Typus. Goethe als Naturforscher in den Jahren 1780–1786. Barth, Leipzig 1956 (= Nova acta Leopoldina, 18).
- Oken und Goethe im Lichte neuer Quellen. Arion, Weimar 1959.
- Johann Heinrich Merck und Herder. Die Geschichte einer Freundschaft. Liebig, Darmstadt 1969 (= Darmstädter Schriften, 24).
- Goethe und Johann Heinrich Merck / J. H. Merck und die französische Revolution. Liebig, Darmstadt 1970, ISBN 3-87390-026-2 (= Darmstädter Schriften, 26).
- Christian Gottlob Heynes Vorlesungen über die Kunst der Antike und ihr Einfluß auf Johann Heinrich Merck, Herder und Goethe. Liebig, Darmstadt 1971, ISBN 3-87390-032-7 (= Darmstädter Schriften, 30).
- Wetterleuchten der literarischen Revolution: Johann Heinrich Merck und seine Mitarbeiter an den Frankfurter Gelehrten Anzeigen 1772 in Bild und Wort. Liebig, Darmstadt 1972, ISBN 3-87390-033-5 (= Darmstädter Schriften; 31).
- Georg Büchner: Gedanken über Leben, Werk und Tod. Bouvier, Bonn 1976, ISBN 3-416-01237-2 (= Abhandlungen zur Kunst-, Musik- und Literaturwissenschaft; 207).
- Luise Merck 1743–1810. Geschichte einer Ehe. Roether, Darmstadt 1982, ISBN 3-7929-0127-7.
- Georg Büchners Flucht und Ende. Schauspiel in 3 Akten. Roether, Darmstadt 1987, ISBN 3-7929-0161-7.
- Lord Byron. Schauspiel in fünf Akten. Monsenstein und Vannerdat, Münster 2008, ISBN 978-3-86582-762-3.
- Einer geht seinen Weg: Erinnerungen eines bewegten Lebens. buch.macher autoren.verlag 2014, ISBN 978-393503979-6.

Aufsätze (Auswahl):
- Claudius, Merck und Moser. Ein Beitrag zur Beurteilung von Claudius’ Darmstädter Aufenthalt in den Jahren 1776–1777. In: Gießener Familienblätter, Nr. 189, 1909.
- Johann Heinrich Merck: 1741–1791. In: Tägliche Rundschau, 13./15. März 1911 (auch als Sonderdruck).
- Ungedruckte Briefe von Freiligrath, Mörike und Storm. In: Westfälisches Magazin, N. F., 2/1911, S. 25–29.
- Zur Biographie Helfrich Bernhard Wencks. In: Darmstädter Tagblatt, 11. März 1912 (auch als Sonderdruck).
- Wo ist Goethes „Götz von Berlichingen“ gedruckt? In: Hessische Chronik, 1/1912.
- Johann Heinrich Merck als Verleger. In: Philobiblon, Jg. 5 (1932), Heft 1, S. 5–10; Heft 2, S. 46–52.
- Johann Heinrich Merck und sein Bekenntnis zur französischen Revolution. In: Weimarer Beiträge, 1957.
- Goethe und Diderot im Jahre 1772. Mit ungedruckten Briefen von J. H. Merck und F. M. Leuchsenring. In: Jahrbuch der Goethe-Gesellschaft, N. F., 24 (1962), S. 237–252.
- Ludwig Carl von Weitolshausen, genannt Schrautenbach, Herr zu Lindheim in der Wetterau, der „denkende, philosophische Herrnhuter“. In: Hessisches Jahrbuch für Landesgeschichte, XIII, 1963, S. 223–279.
- Verbotene Literatur in der Bibliothek der „Großen Landgräfin“. In: Hessisches Jahrbuch für Landesgeschichte, XVI, 1966, S. 147–164.

Herausgeberschaft:
- Briefe der Herzogin Elisabeth Charlotte von Orléans, gen. Liselotte. Voigtländer, Leipzig 1913 (= Voigtländers Quellenbücher, Bd. 55).
- Wittich-Kalender. 1925–1934.
- Silhouetten aus der Wertherzeit. Aus dem Nachlaß von Johann Heinrich Voß und Carl Schuberts Silhouettenbuch. Wittich, Darmstadt 1926.
- (mit Hans von der Au, Heinrich Hassinger) Ich dien. Festgabe zum 60. Geburtstage von Wilhelm Diehl. Wittich, Darmstadt 1931.
- Jean Batten: My Life. Westermann, Braunschweig etc. 1939.
- Johann Heinrich Merck: Fabeln und Erzählungen. Roether, Darmstadt 1962.

Mitarbeit:
- Julius Zeitler (Hrsg.): Goethe-Handbuch. Metzler, Stuttgart 1916–1918.
- Johann Wolfgang von Goethe: Gedichte. Hrsg. von Lore Kaim. Volk und Wissen, Berlin/Leipzig 1949.